# Хейнс-Смит, Уильям Фредерик
Сэр Уи́льям Фре́дерик Хейнс-Смит (англ. William Frederick Haynes-Smith; 1839-1928) — британский колониальный чиновник, в разное время губернатор Британской Гвианы, Антигуа и Барбуды, Багамских островов, Верховный комиссар Кипра.

## Ранние годы
Хейнс-Смит родился в Блэкхите, Кент, 26 июня 1839 года. Он был пятым сыном Джона Люси Смита, доктора юридических наук, и Марты Бин. Он был дядей сэра Альфреда Люси-Смита, который также был колониальным судьей, который женился на первой Розе Элис Эмерентиана Авес и второй Мета Мэри Росс (дочери сэра Дэвида Палмера Росса).

## Карьера
- В 1874 году он был назначен генеральным прокурором. Десять лет спустя он несколько месяцев исполнял обязанности губернатора, что он и сделал в 1887 году.[3]
- 1884 год — губернатор Британской Гвианы (замещал Генри Тернера Ирвинга).
- 1888-1895 годы — губернатор Антигуа и Барбуды[4].
- 1895-1898 годы — губернатор Багамских островов[5][6] и Британских Подветренных островов[7].
- 23 апреля 1898 — 17 октября 1904 года — 6-й Верховный комиссар Кипра[8].